# 1955年ベトナム国民投票
1955年ベトナム国民投票（ベトナム語: Trưng cầu dân ý Quốc gia Việt Nam 1955）は、1955年10月23日にベトナムで行われた国民投票である。
これによってフランスの傀儡だったベトナム国から、親米反共主義のベトナム共和国が成立し、バオ・ダイ皇帝が廃位させられてゴ・ディン・ジエムが大統領に就任した。

## 概要
前年の1954年にディエンビエンフーの戦いを経てジュネーヴ協定によってバオ・ダイが国家元首となった他、南北の国境として17度線が定められた。北部には既に1945年の時点でホー・チ・ミン主席によってベトナム民主共和国が作られていた。ジュネーヴ協定の翌年にベトナム国の首相だったゴ・ディン・ジエムが自ら指導者となる為に国民投票を実施し、バオ・ダイを元首の地位から引きずり下ろしてベトナム共和国の建国を宣言した。有効投票総数約60万票の中で約45万票が賛成したとされるが、この結果には不正やアメリカ合衆国の諜報活動があったと指摘されている。